# Bække (plaats)
Bække is een plaats in de Deense regio Zuid-Denemarken, gemeente Vejen. De plaats telt 1077 inwoners (2020).

## Station

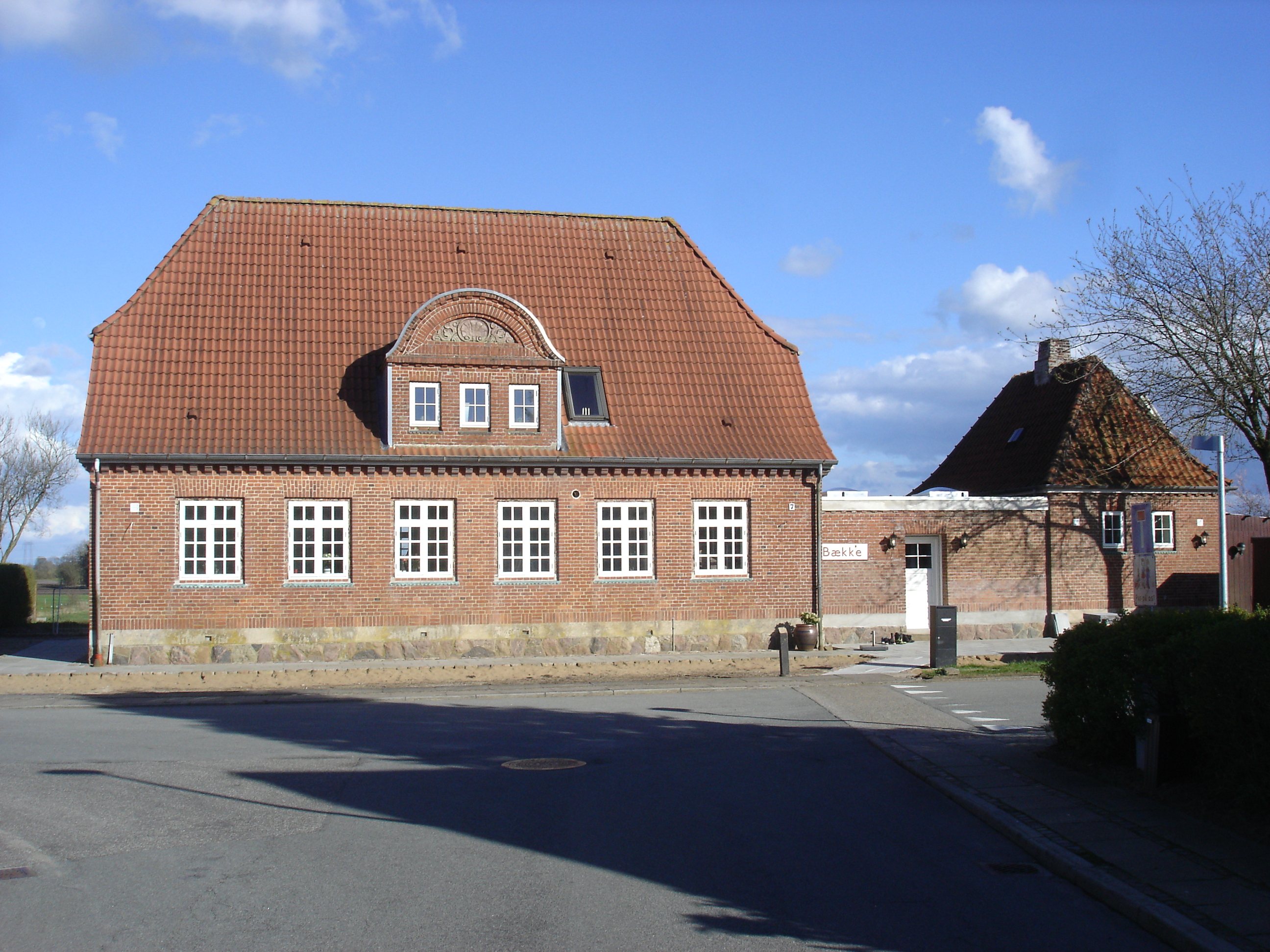
Voormalig station

Bække ligt aan de voormalige spoorlijn Kolding - Troldhede. De lijn is al jaren gesloten, maar het station uit 1917 is nog aanwezig.